# Höllbach (Tiefenbach)
Der Höllbach ist der linke Quellbach des Rems-Zuflusses Tiefenbaches im Stadtgebiet von Schwäbisch Gmünd im östlichen Baden-Württemberg. Er wird oft auch als Oberlauf des Tiefenbaches angesehen.

## Name
Die amtliche Gewässerkarte nennt den Bach Gießbach, doch auf den meisten Karten, selbst auf der der Gewässerkarte zuwählbaren Hintergrundkarte Topographische Karte, ist er als Höllbach beschriftet.

## Verlauf
Der Höllbach entspringt in zwei Quellästen auf einer Höhe von ca. 500 m in einem Waldgebiet nordwestlich von Schwäbisch Gmünd-Rechberg. Er fließt zunächst durch ein bewaldetes Gelände in Richtung Nordwesten, unterquert die L 1075, wendet sich danach nordwärts, fließt durch das Bodenhölzle, wechselt dann seine Richtung nach Nordosten und vereinigt sich schließlich mit dem von Südosten kommenden Felbenbach zum Tiefenbach.